# ادیهوساهالی
ادیهوساهالی (به انگلیسی: Adihosahalli) یک روستا در هند است که در کارناتاکا واقع شده‌است.